# Tracked
Tracked è un cortometraggio muto del 1911 diretto da Thomas H. Ince (non confermato).

## Trama
Sinossi su IMDb

## Produzione
Il film - prodotto dall'Independent Moving Pictures Co. of America (IMP) - venne girato a Cuba.

## Distribuzione
Il film - un cortometraggio in una bobina - uscì nelle sale statunitensi il 6 marzo 1911, distribuito dalla Motion Picture Distributors and Sales Company.